# Leptacodon
Leptacodon és un gènere extint de mamífers eulipotifles de la família dels nictitèrids (o, segons altres classificacions, dels adapisorícids) que visqueren a Europa i Nord-amèrica des del Cretaci superior fins a l'Eocè inferior, fa entre 50,5 i 72,2 milions d'anys. Se n'han trobat restes fòssils a Bèlgica, el Canadà, els Estats Units, França, Portugal i el Regne Unit. Les espècies d'aquest grup tenien les dents molars amb un patró tribosfènic generalitzat. El nom genèric Leptacodon significa ‘dent de punta delicada’ i, a més a més, fou triat per evocar la seva suposada relació amb Leptictis i Diacodon.